# Liste von Brücken in Ingolstadt
Die Liste von Brücken in Ingolstadt listet Brückenbauwerke im Stadtgebiet der bayerischen Stadt Ingolstadt auf.

## Legende
- Bild: zeigt ein Foto der Brücke.
- Bezeichnung: gibt den offiziellen oder inoffiziellen Namen der Brücke an.
- Typ: gibt den Brückentyp nach der Art des Tragwerks an. Die Symbolbilder in der Spalte haben folgende Bedeutung:

 Balkenbrücke
 Fachwerkbrücke
 Spannbandbrücke
- Architekt: nennt den Namen des Architekten bzw. Architekturbüros.
- Überführt: gibt an, welcher Verkehrsweg über die Brücke verläuft.
- Unterführt: gibt an, was von der Brücke überquert wird.
- Länge (m): gibt die Länge der Brücke in Metern an.
- Jahr: nennt das Jahr der Fertigstellung.
- Lage: zeigt die Lage der Brücke in einer Landkarte an.

## Brückenliste
| Bild            | Bezeichnung                | Typ                          | Architekt                                          | Überführt                                                                  | Unterführt                                      | Länge (m) | Jahr | Lage   |
| --------------- | -------------------------- | ---------------------------- | -------------------------------------------------- | -------------------------------------------------------------------------- | ----------------------------------------------- | --------- | ---- | ------ |
|                 | Autobahnbrücke             | Balkenbrücke                 |                                                    | (sechs Fahrstreifen), Rad- und Gehweg                                      | Donau                                           | 378,46    | 1976 | Karten |
|                 | Donausteg                  | Balkenbrücke                 | Florian Brand                                      | Gehweg                                                                     | Donau                                           | 121       | 1992 | Karten |
|                 | Dr.-Ludwig-Kraus-Brücke    | Balkenbrücke                 | Hilzinger Bittcher-Zeitz Habisreutinger            | Dr.-Ludwig-Kraus-Straße (drei Fahrstreifen), Rad- und Gehweg               | Gleisanlage des Güterverkehrszentrums, Augraben | 198       | 1998 | Karten |
|                 | Eisenbahnbrücke Ingolstadt | Fachwerkbrücke               | Heinrich Gerber                                    | Bahnstrecken München–Treuchtlingen und Regensburg–Ingolstadt (dreigleisig) | Donau                                           | 184,00    | 1869 | Karten |
| Balkenbrücke    | Eisenbahnbrücke Ingolstadt | Schlaich Bergermann Partner  | 184,09                                             | Bahnstrecken München–Treuchtlingen und Regensburg–Ingolstadt (dreigleisig) | Donau                                           | 2002      |      | Karten |
|                 | Glacisbrücke               | Balkenbrücke                 | Schlaich Bergermann Partner, Ackermann und Partner | Ringstraße (drei Fahrstreifen)                                             | Donau                                           | 164       | 1998 | Karten |
| Spannbandbrücke | Glacisbrücke               | Rad- und Gehweg (beidseitig) | Schlaich Bergermann Partner, Ackermann und Partner |                                                                            | Donau                                           | 164       | 1998 | Karten |
|                 | GVZ-Brücke                 | Balkenbrücke                 |                                                    | Fließbandbrücke (Güterverkehr)                                             | Parkplatz, Ettinger Straße, Südstraße           | 375 416   |      | Karten |
|                 | Konrad-Adenauer-Brücke     | Balkenbrücke                 |                                                    | Straße (vier Fahrstreifen) mit Rad- und Gehweg (beidseitig)                | Donau                                           | 141       | 1952 | Karten |
|                 | Piussteg                   | Balkenbrücke                 | Schlaich Bergermann Partner                        | Rad- und Gehweg während der LGS 2021 nur für Besucher                      | Hans-Stuck-Straße                               | 150       | 2020 | Karten |
|                 | Schillerbrücke             | Balkenbrücke                 |                                                    | (vier Fahrstreifen) mit Rad- und Gehweg (beidseitig)                       | Donau                                           | 192       | 1964 | Karten |
|                 | Theodor-Heuss-Brücke       | Balkenbrücke                 |                                                    | Nordtangente (vier Fahrstreifen) mit Rad- und Gehweg (beidseitig)          | Gleisanlage des Nordbahnhofs                    | 153       | 1968 | Karten |